# MashMish
MashMish – polski duet muzyczny założony w 2009. Tworzyli go wokalistka Małgorzata Bernatowicz i pianista Marcin Kuczewski.

## Kariera muzyczna
Duet powstał w 2009 roku. W 2011 roku wzięli udział w drugiej edycji programu Must Be the Music. Tylko muzyka, gdzie dotarli do finału. Duet został określony przez Adama Sztabę jako „największe objawienie” drugiej edycji polsatowskiego talent show, a Elżbieta Zapendowska pochwaliła wokalistkę słowami: „Uwielbiam takie śpiewanie, Małgosiu. Jesteś moją faworytką, kupię co najmniej 10 egzemplarzy płyty i będę rozdawać”. 16 października 2012 ukazał się ich debiutancki album studyjny, zatytułowany po prostu MashMish. W 2015 roku duet zakończył swoją działalność.

## Dyskografia
Albumy studyjne
| Rok  | Dane dot. albumu                                                                                           |
| ---- | --- |
| 2012 | MashMish - Wydany: 16 października 2012 - Wytwórnia: Universal Music Polska - Format: CD, digital download |

Single
| Rok  | Tytuł                 | Album    |
| ---- | --------------------- | -------- |
| 2011 | „Secrets”             | MashMish |
| 2012 | „Daj mi czas”         | MashMish |
| 2013 | „Kadr”                | MashMish |
| 2014 | „Ucieknijmy”          | MashMish |
| 2014 | „Nieznajomi”          | MashMish |
| 2014 | „Asylum (It’s a War)” | –        |